# بهیمه
بهیمه (نام علمی: Bauhinia) نام یک سرده از زیرخانواده ارغوانیان است.

## نگارخانه

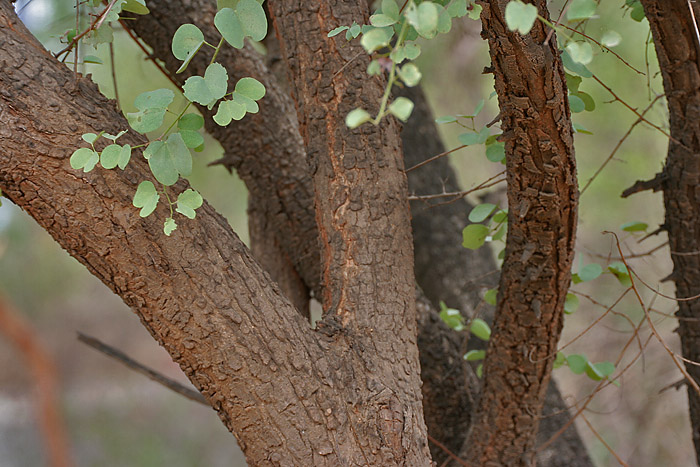
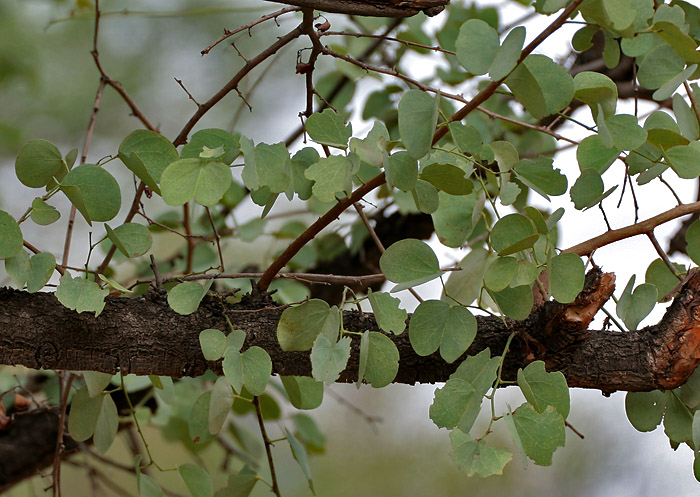
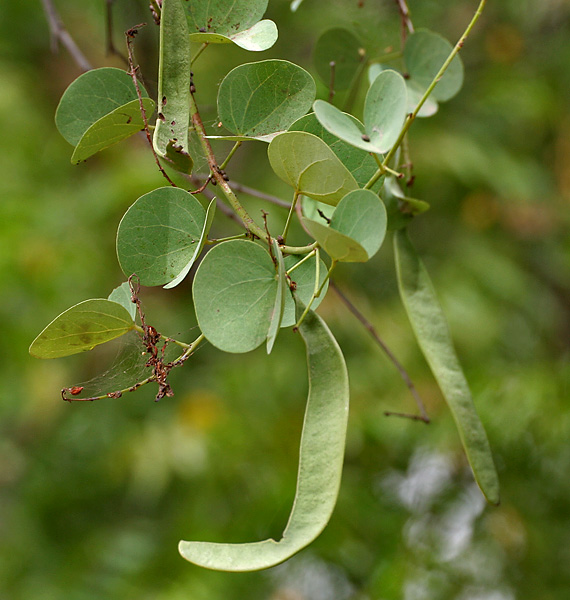
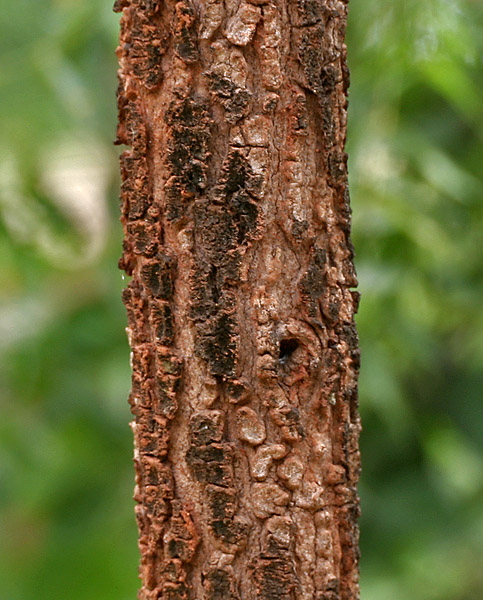
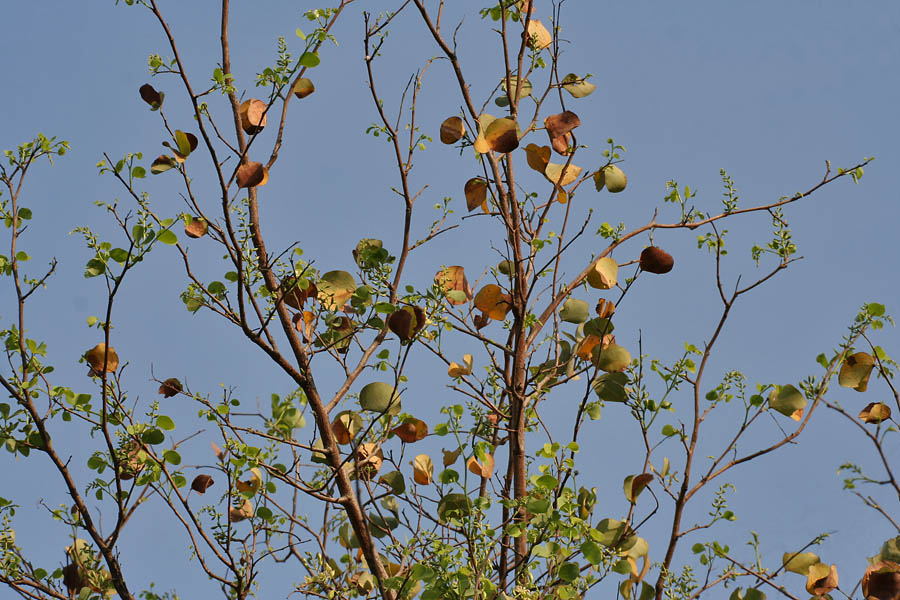
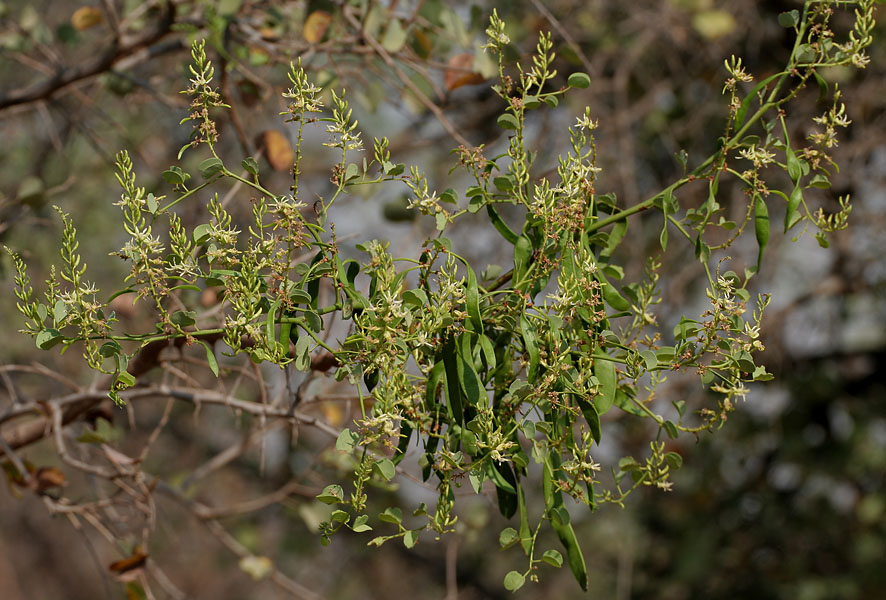
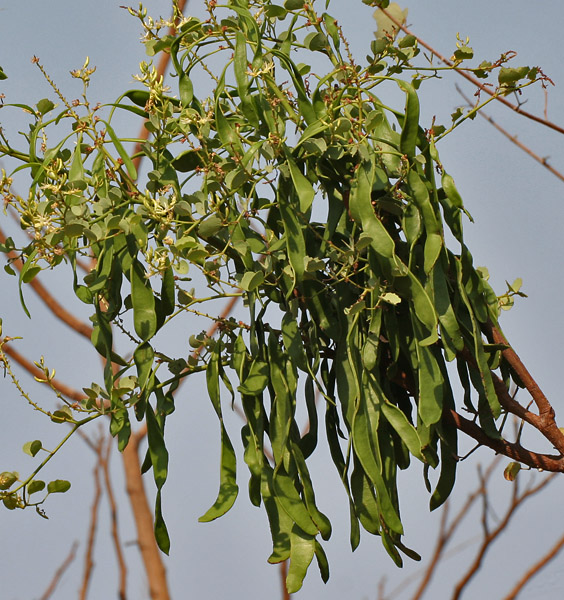
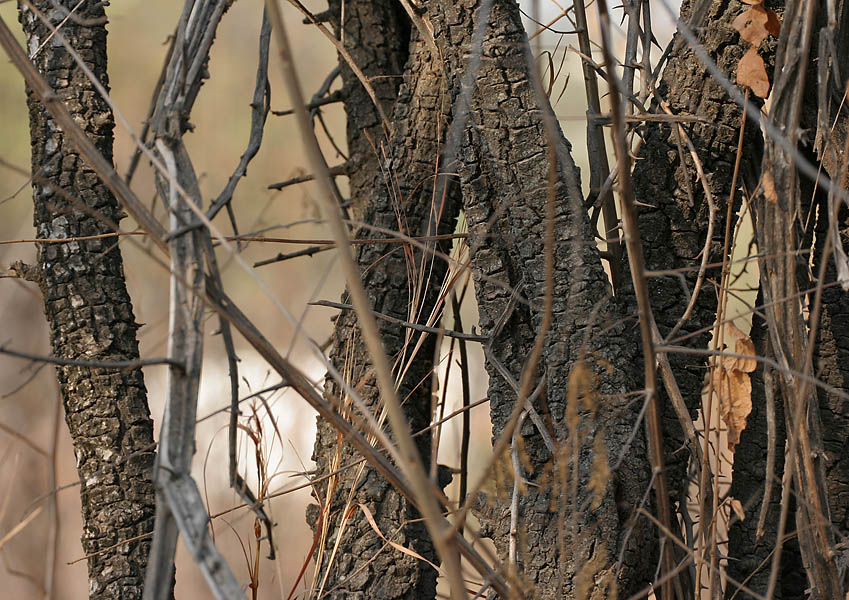